# Pseudosystolederus
Pseudosystolederus is een geslacht van rechtvleugeligen uit de familie doornsprinkhanen (Tetrigidae). De wetenschappelijke naam van dit geslacht is voor het eerst geldig gepubliceerd in 1939 door Günther.

## Soorten
Het geslacht Pseudosystolederus omvat de volgende soorten:
- Pseudosystolederus follvikae Devriese, 1995
- Pseudosystolederus lesnei Günther, 1979
- Pseudosystolederus sikorai Günther, 1939